# インペリアル・カレッジ・ビジネス・スクール
インペリアル・カレッジ・ビジネス・スクール（英語: Imperial College Business School）は、イギリス・ロンドンにある公立ビジネススクールであり、インペリアル・カレッジ・ロンドン（ICL）の一部である。2004年に英国女王エリザベス2世により開校された。ICLのメインキャンパスがあるロンドン西部サウスケンジントンに校舎を持つ。
インペリアル・カレッジ・ビジネス・スクールは経営学教育を評価する3つの国際認証機関全て（AMBA,EQUIS,AACSB）から認証を受けている、世界でもごく少数のトリプルクラウン校（en:Triple accreditation、世界のビジネススクール13670校のうち58校）である。

## 沿革
1971年、サムエル・エイロン主導のもとインペリアル・カレッジにManagement Scienceの学部が創設された。本学部はインペリアル・カレッジの産業社会学分野に在籍していた教員および生徒からなり、教員15名、修士課程の生徒約60名からスタートした。その後数年の間に学部は拡張し、ビジネスの研究に焦点を移していった。
1987年には同学部とインペリアル・カレッジ内の社会経済学部とが合併し、エキシビションロード沿いの校舎にマネジメントスクールが作られた。初代学長はデイビッド・ノーバンである。ここでは新たに3年間のエグゼクティブMBAコースが創設された。
2000年にはインペリアル・カレッジの卒業生であるゲイリー・タナカが大学に対して巨額の寄付をすることで同意した。この寄付はマネジメントスクールを研究主導型のビジネススクールに変えるために活用され、最終的に2700万ポンドがインペリアル・カレッジに寄付された。このうち2500万ポンドが新しいビジネススクールのために使われたが、これは当時欧州のビジネススクールに対して寄付された額としては最大であった。2003年、デイビッド・ベッグを学長としてタナカ・ビジネス・スクールが開校された。2008年8月には、大学との関連性を十分に強調できていないとして校名をインペリアル・カレッジ・ビジネス・スクールに変更し、校舎の名前をタナカ・ビルディングと命名した。
2013年3月には英国のヘッジファンドであるブレバン・ハワードが2010万ポンドを出資し、金融に関するリサーチセンターである Brevan Howard Centre for Financial Analysisを設立した。

## 校舎
主たる校舎はインペリアル・カレッジのサウスケンジントンキャンパスにあり、エキシビションロードに面している。この校舎はフォスター・アンド・パートナーズおよび en:BuroHappold Engineeringによるデザインであり、1570万ポンドを投じて2002年9月から2004年6月にかけて建設され、2004年にエリザベス2世により開校された。校舎は2008年8月にタナカ・ビルディングと改名された。

## 教育プログラム

### 大学院
インペリアル・カレッジ・ビジネス・スクールではMBA（インペリアルMBA、インペリアルエグゼクティブMBA、グローバルMBA）、修士課程、共同修士課程、および博士課程を提供している。

### 大学
インペリアル・カレッジ・ビジネス・スクールでは学士号を授与しないものの、インペリアル・カレッジの他学部の学生は、マネジメントの科目を選択することができる。学部によってはマネジメントと科学分野のコースを合わせて共同学士を取ることができ、また医学部の学生は臨床実習に入る前に医学とマネジメントを合わせた学士プログラムを学ぶことができる。

## 研究
インペリアル・カレッジ・ビジネス・スクールはビジネスおよびマネジメントの分野においては一流の研究機関として認識されている。2008年には同分野において英国2位にランキングされている。近年では、2014 Research Excellence Framework（REF）の評価によると「世界を牽引する（'world-leading', 4*）」および「国際的に秀でている（'internationally excellent, 3*）」が全項目の92％におよび、これは英国で最高であった。
インペリアル・カレッジ・ビジネス・スクールには4つの研究グループがある。
- Organisation and Management – 戦略、組織行動論、オペレーションズ・リサーチやマーケティングなど、マネジメントにおいて中核をなす分野における分析・研究を行う。

- Finance and Accounting – 量的な金融研究が盛んであり、特に金融派生商品の価格決定、キャピタルマーケットに関する研究、信用リスクモデリング、リスクマネジメントおよび金融における計量経済学に興味を持つ。

- Health Management – インペリアル・カレッジの医学研究・教育を補完し、またヘルスケアシステムや公衆衛生プログラムに対する理論的・実験的分析を様々な分野へ提供している。

- Innovation and Entrepreneurship – イノベーションがどのようにして起こるのか、製品やプロセスがどのようにして開発されるのか、新しいアイデアがどのようにして実験室から社会へ移っていくのか、また新しい製品はどのようにして顧客に浸透していくのかに焦点を当てている。

## ランキング
- 世界大学ランキング：インペリアル・カレッジは常に世界で10位内に位置しており、2015QS世界大学ランキングでは米マサチューセッツ工科大学に次いで世界第2位、また2015年Times Higher Education世界大学ランキングでは世界第9位にランクインしている[12][13]。

- ビジネススクールランキング：フィナンシャル・タイムズによると、2015年インペリアル・カレッジ・ビジネス・スクールはロンドン・ビジネス・スクール、オックスフォード大学に次いで英国第3位、欧州全体で第12位である[14]。

- アントレプレナーシップ：トムソン・ロイターのWorld’s Most Innovative Universities Ranking2015年版によると、イノベーション部門においてインペリアル・カレッジは欧州第1位である[15]。またビジネスウィーク誌によると、アントレプレナーシップ部門においてインペリアル・カレッジはアメリカ合衆国以外の地域において第1位（世界第7位）である[16]。

- マネジメント：フィナンシャル・タイムズによると、2011年および2013年においてマネジメントを学ぶ修士課程が英国第1位である[17]。

- ファイナンス：フィナンシャル・タイムズによると、2016年において金融を学ぶ修士課程が英国第1位、世界第11位である[18]。

- 卒業生の見込み：ニューヨーク・タイムズによると、世界20カ国の一流企業の採用担当者は世界で最も価値ある卒業生10校の1つとしてインペリアル・カレッジの卒業生を挙げている[19][20]。また2016年、英国のComplete University Guideによると、英国で最も有望な卒業生としてインペリアル・カレッジがランクインしている[21]。フィナンシャル・タイムズのGlobal MBA Ranking 2015によると、卒業3年後の卒業生の平均給与は108,553米ドルである[22]。

## 著明な卒業生
- 周俊成 - シンガポール航空前CEO
- 大島武 - 東京工芸大学教授、大島渚の長男